# Saccharum contortum
Saccharum contortum är en gräsart som först beskrevs av Stephen Elliott, och fick sitt nu gällande namn av Thomas Nuttall. Saccharum contortum ingår i släktet Saccharum och familjen gräs. Inga underarter finns listade i Catalogue of Life.